# 紫色的Qualia
《紫色的Qualia》（日语：紫色のクオリア，意思是「紫色的感質）是うえお久光（上尾久光）撰寫，綱島志朗繪製插畫的日本科幻輕小說作品，電擊文庫出版。中文版由東立出版社代理發行。

## 作品特色
本作品起初是作者與綱島志朗合作的短篇企劃，書籍化時加入了另外兩篇短篇《1/1,000,000,000之吻》與《if》。作品中向古今中外的科幻小說致敬（包括手塚治虫的《火鳥》、Alfred Bester的《Tiger! Tiger!》、庫爾特·馮內古特的第五號屠宰場與Greg Egan的萬有理論），故事本身為Widescreen Baroque結構。
其中《1/1,000,000,000之吻》受到高度肯定，受到《達文西》與《書的雜誌》等不常接觸輕小說領域的雜誌讚賞，於《好想讀科幻小說！》雜誌2010年版日本科幻小說排行中排名第10。

## 故事簡介

### 關於毬井的一些小事
在少女毬井由佳里的眼中，所有的人看起來都是機器人。如此奇特的少女，和她的好友波濤學，一起被捲入殺人事件當中。

### 1/1,000,000,000之吻
波濤學某天醒來，突然能夠藉由埋在手中的手機和平行世界的自己通話。在此同時，天才少女轉學生愛麗絲·菲爾試著接近由佳里，想邀請她加入保護天才的組織「Jaunte」，卻發生出人意料的悲劇。學為了阻止悲劇發生，跨越平行世界，靠著無限次數的嘗試錯誤，與Jaunte對抗。一切的一切，都只是為了找回失去的好友由佳里。

## 登場人物
毬井 由佳里
眼裡所有的人類都以機器人的方式呈現的奇特少女。喜歡模型，能用超高速組裝模型，博得了許多小學生的尊敬。活用自己視覺的特性協助殺人事件搜查。特意的能力吸引了「Jaunte」的注意力，導致悲劇發生。
波濤 學
本作主角。個性像男生的少女，興趣是學薙刀。由佳里把手機埋進她的手中，讓她得到了靠著手機和平行世界的自己對話的能力。
愛麗絲·菲爾
隸屬於「Jaunte」，以留學生的身分來到由佳里身邊。在她的眼中，數學式以繪畫的方式呈現，能用畫圖的方式進行計算。被認為是最有希望完成萬有理論的人。個性驕傲，看不起一般人。
加入Jaunte前，被吸毒與迷信新興宗教的母親虐待。

## 出版書籍

### 小說
日文版
- （2009年7月10日，ISBN 978-4-04-867904-6）

中文版
- 紫色的Qualia（2010年8月12日，ISBN 9789861061139）

### 漫畫
日文版
- （2012年2月27日，ISBN 978-4-04-886412-1）
- （2012年11月27日，ISBN 978-4-04-891187-0）
- （2013年10月26日，ISBN 978-4-04-866012-9）